# Stufenhochhaus (Detmerode)

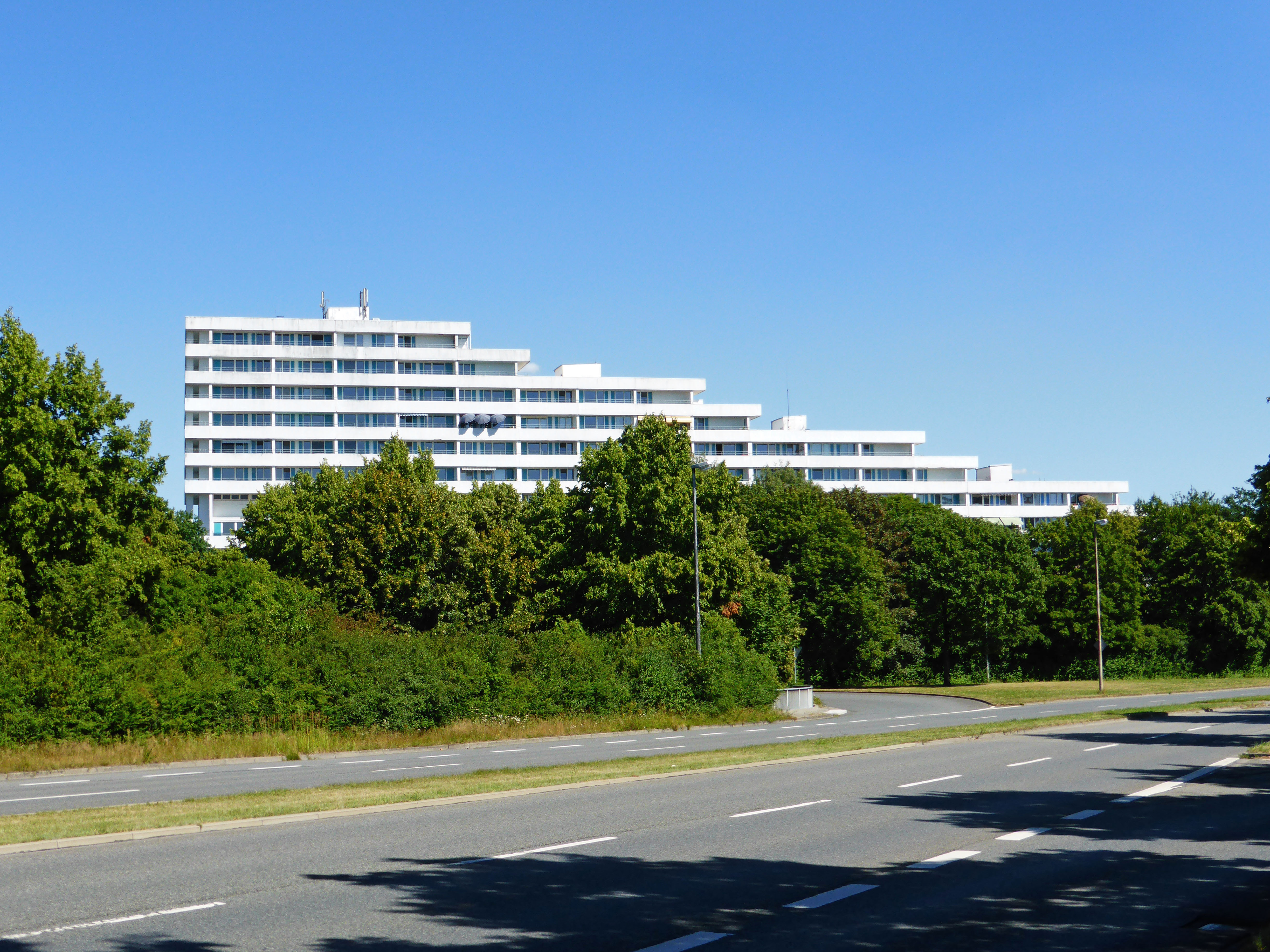
Stufenhochhaus (2016)

Das Stufenhochhaus, teilweise auch kurz Stufenhaus genannt, war ein stadtbildprägendes Gebäude in Detmerode, einem Stadtteil von Wolfsburg in Niedersachsen. Es wurde von 1965 bis 1967 nach den Plänen von Paul Baumgarten errichtet und 2018 abgerissen.

## Architektur und Baubeschreibung
Das Stufenhochhaus stand als markantes, weithin sichtbares Solitärbauwerk im Eingangsbereich des Stadtteils Detmerode. Es wurde von der ortsansässigen Neuland Wohnungsgesellschaft auf dem Grundstück Kurt-Schumacher-Ring 226–234 erbaut. Das an der Nord-Süd-Achse ausgerichtete Gebäude war an der zum Stadtteil Detmerode hingewandten Seite 5 Stockwerke hoch und stieg stufenförmig bis auf 13 Stockwerke an. Der 135 m lange und 15 m breite Bau verfügte über eine Gesamtwohnfläche von 10.908 m². Die Größe der 172 Wohnungen variierte von einem bis fünf Zimmern. Die Fassade war durch umlaufende Loggien gekennzeichnet, in den mittleren Etagen befanden sich eine Anzahl von Abstellräumen als wohnungsnahe Keller.

## Geschichte

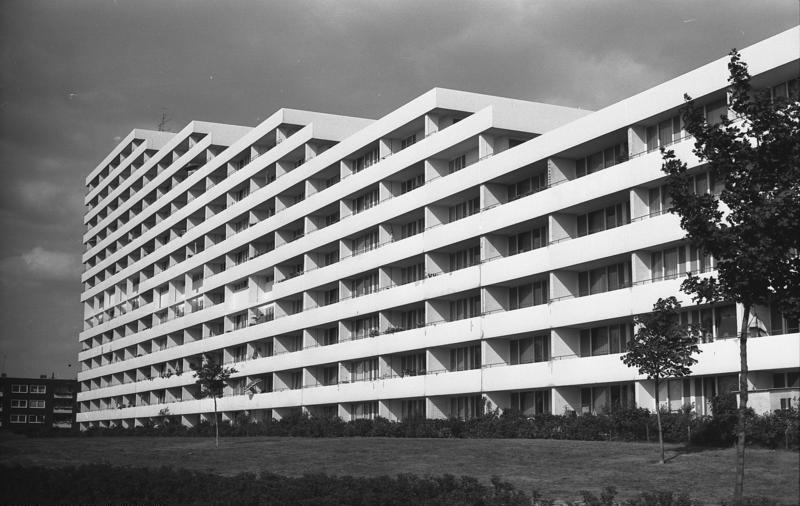
Stufenhochhaus (1973)

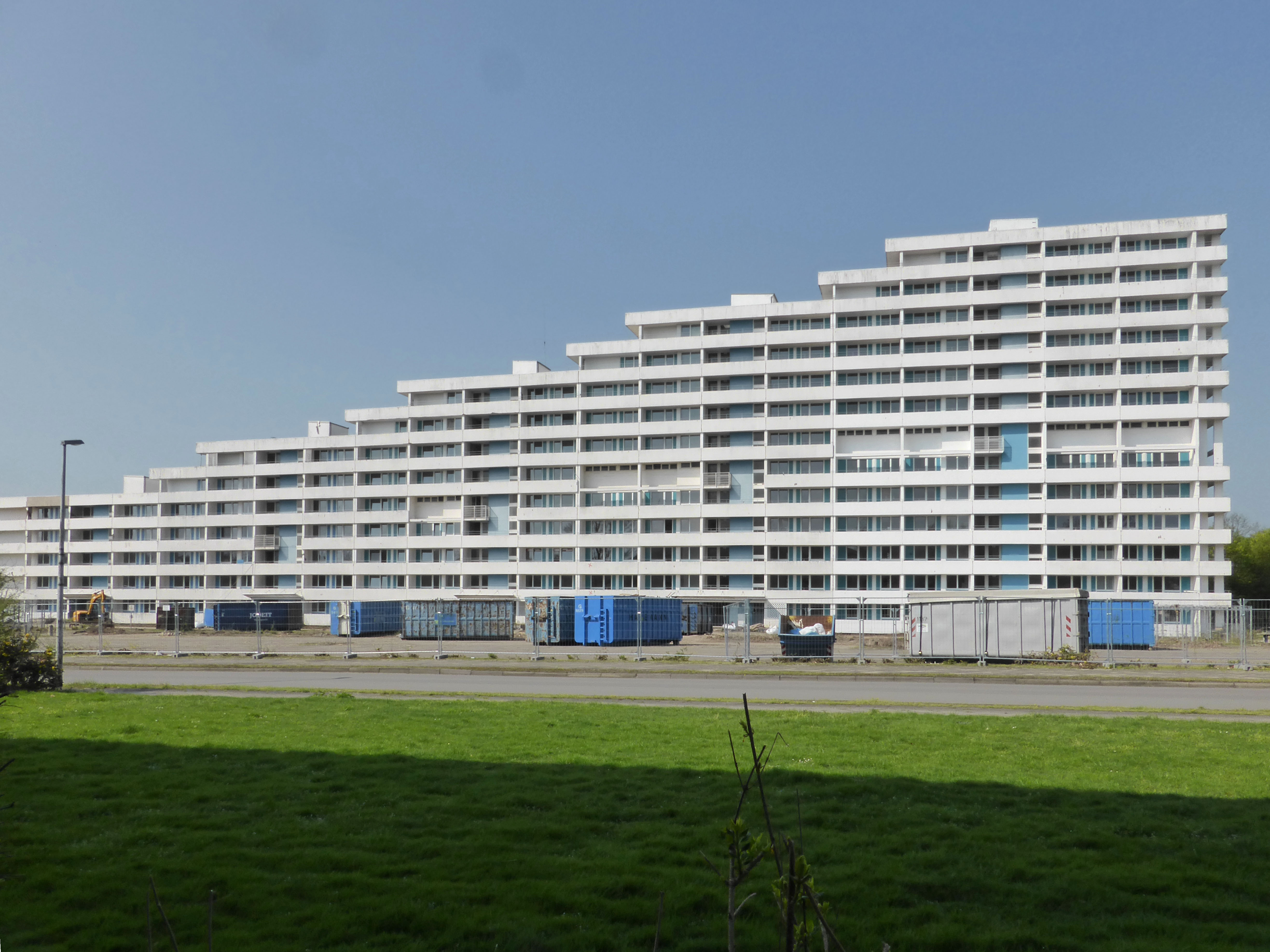
Ostseite bei Abrissbeginn (2018)

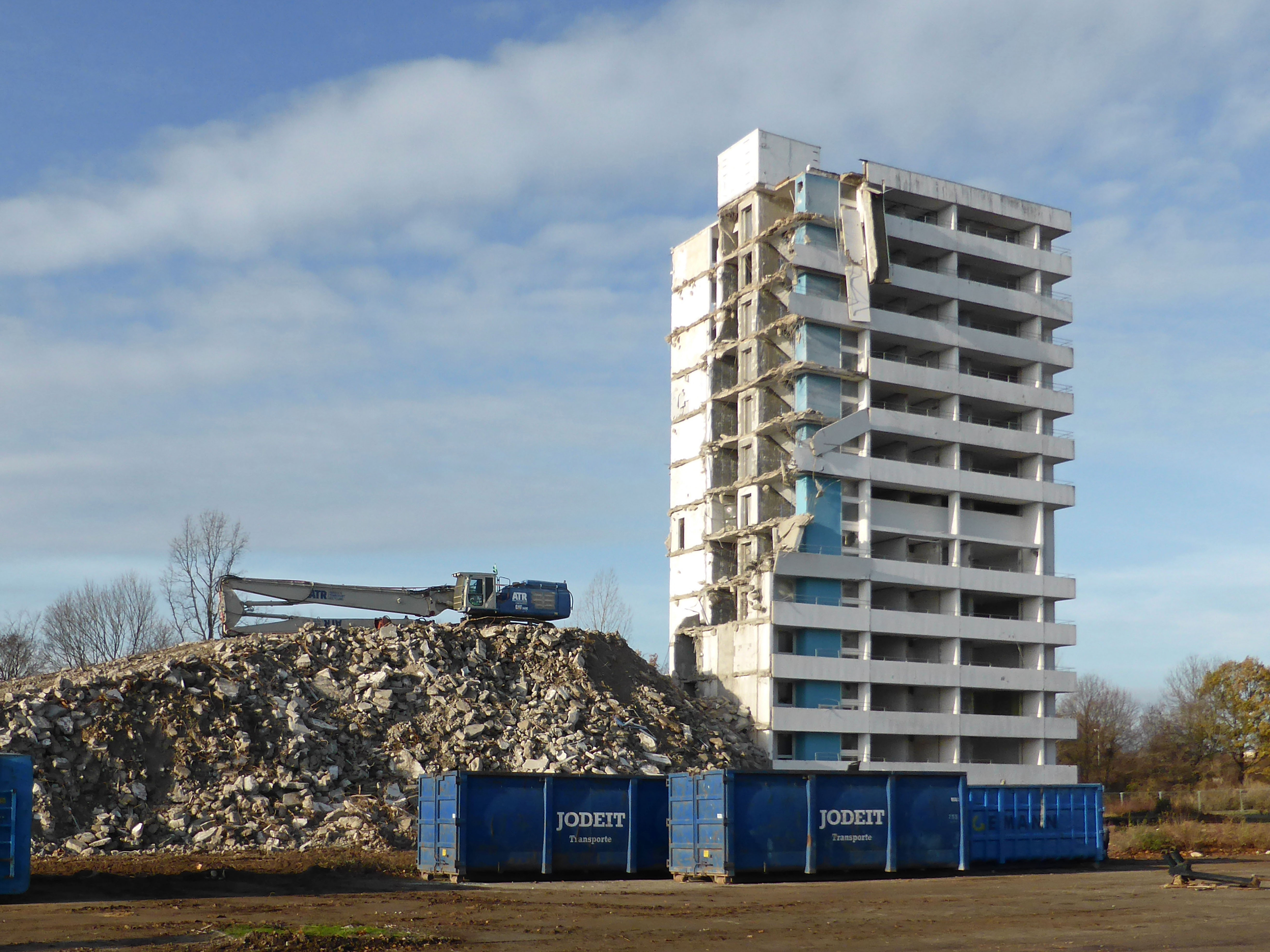
Zustand am 1. Dezember 2018

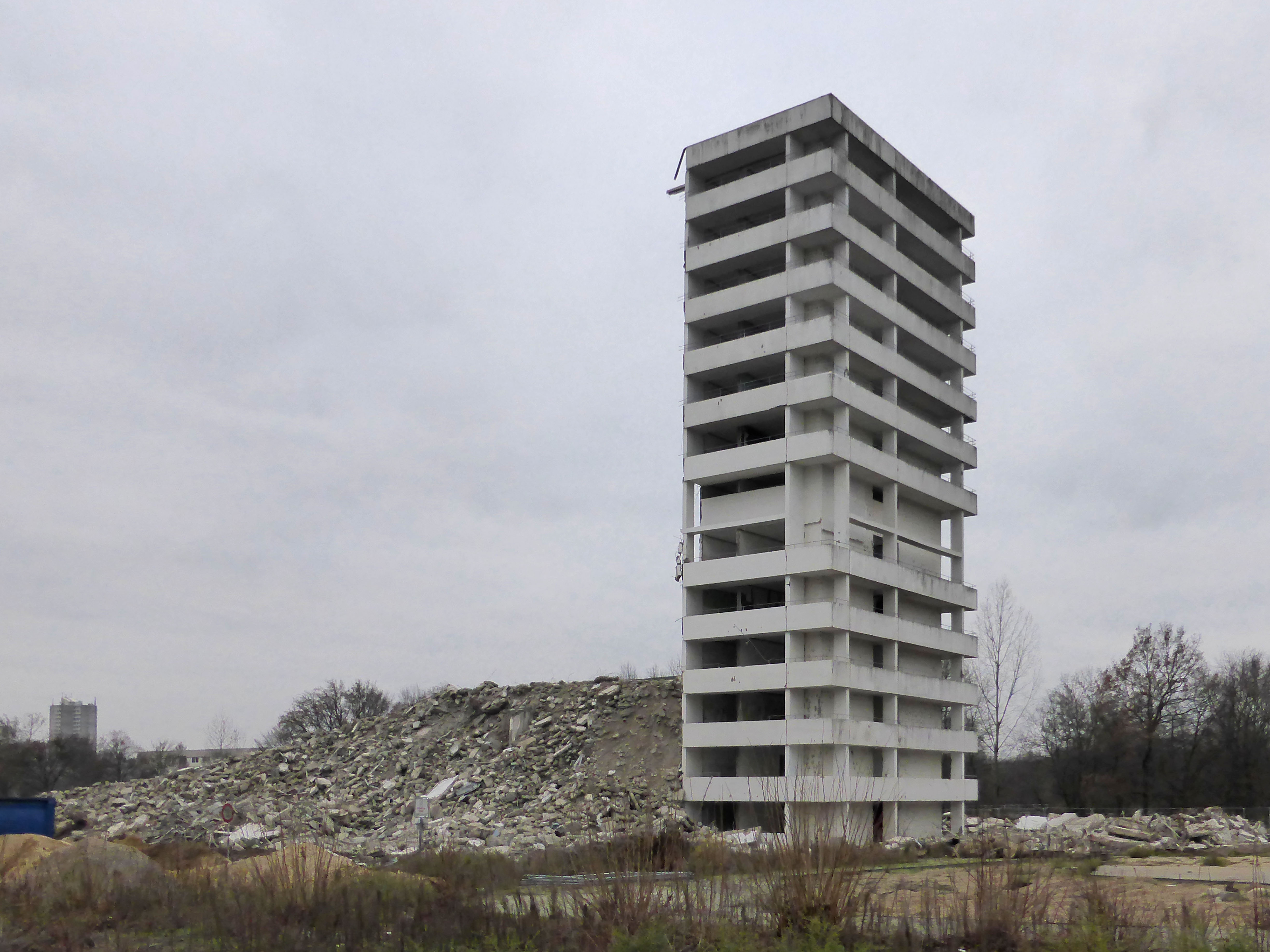
Zustand am 15. Dezember 2018

1964 wurde der erste Entwurf für das Stufenhochhaus angefertigt, der jedoch nicht umgesetzt wurde. Am 8. Juni 1965 erfolgte der Baubeginn. 1966, noch während der Bauphase, zogen bereits die ersten Mieter ein. Am 21. Oktober 1966 fand das Richtfest statt. 1967 wurde das Stufenhochhaus fertiggestellt und komplett bezogen. Ursprünglich geplante, begrünte Dachterrassen wurden aus Kostengründen nicht realisiert.
Der beim Bau eingesetzte Porenbeton (Thermocrete-Beton) bot zwar eine vergleichsweise gute Schall- und Wärmedämmung, erwies sich aber als nicht dauerhaltbar, so dass das Stufenhochhaus wegen nicht behebbarer Baumängel vom Frühjahr 2018 an abgerissen wurde. Am 18. Dezember 2018 wurde der letzte Abschnitt des Hochhauses niedergelegt.
Rund 100 Türen sowie Fenster und andere Utensilien fanden 2018 für die Kunstinstallation Behind closed doors im Architekturpavillon des Institutes für Architekturbezogene Kunst der Technischen Universität Braunschweig eine neue Verwendung.
Für den Nachfolgebau wurde von der Neuland 2015/16 ein Architektenwettbewerb veranstaltet, bei dem der Entwurf des Architektenbüros Bayer & Strobel aus Kaiserslautern als Sieger hervorging. Um der großen Wohnungsnachfrage in Wolfsburg gerecht zu werden, soll der Neubau über 220 Wohnungen verfügen.